# آنتونی فندن بور
آنتونی فندن بور (انگلیسی: Anthony Vanden Borre؛ زاده ۲۴ اکتبر ۱۹۸۷) یک بازیکن فوتبال اهل بلژیک است.
وی همچنین در تیم ملی فوتبال بلژیک بازی کرده‌است.